# Casa Enric Ribalta
La casa Enric Ribalta, o Mercè Camellas és un edifici modernista situat al carrer de Pàdua, 75, al barri del Farró de Barcelona. Està catalogat com a bé amb elements d'interès (categoria C).

## Història
Va ser projectada el 1903 per l'arquitecte Jeroni Ferran Granell per a Mercè Camellas i Enric Ribalta. Posteriorment, va ser la seu de la fàbrica d'essències i perfums de Josep Buil.
Després d'anys abandonada, el 1989 va ser remodelada pels arquitectes Lluís Alonso Calleja i Sergi Balaguer i Barbadillo, enderrocant tot l'interior i mantenint únicament la façana exterior. Aquesta reforma va merèixer el premi a la millor remodelació arquitectònica de la Generalitat de Catalunya.

## Descripció
De l'edifici original només queda la façana, que destaca pels colors magenta i verd clar amb esgrafiats amb motius florals. Les formes ondulades de les finestres li confereixen una plasticitat formal. És interessant també per la composició segons tres eixos i l'emfasització de l'entrada, mitjançant una tribuna situada sobre la porta principal.

## Galeria

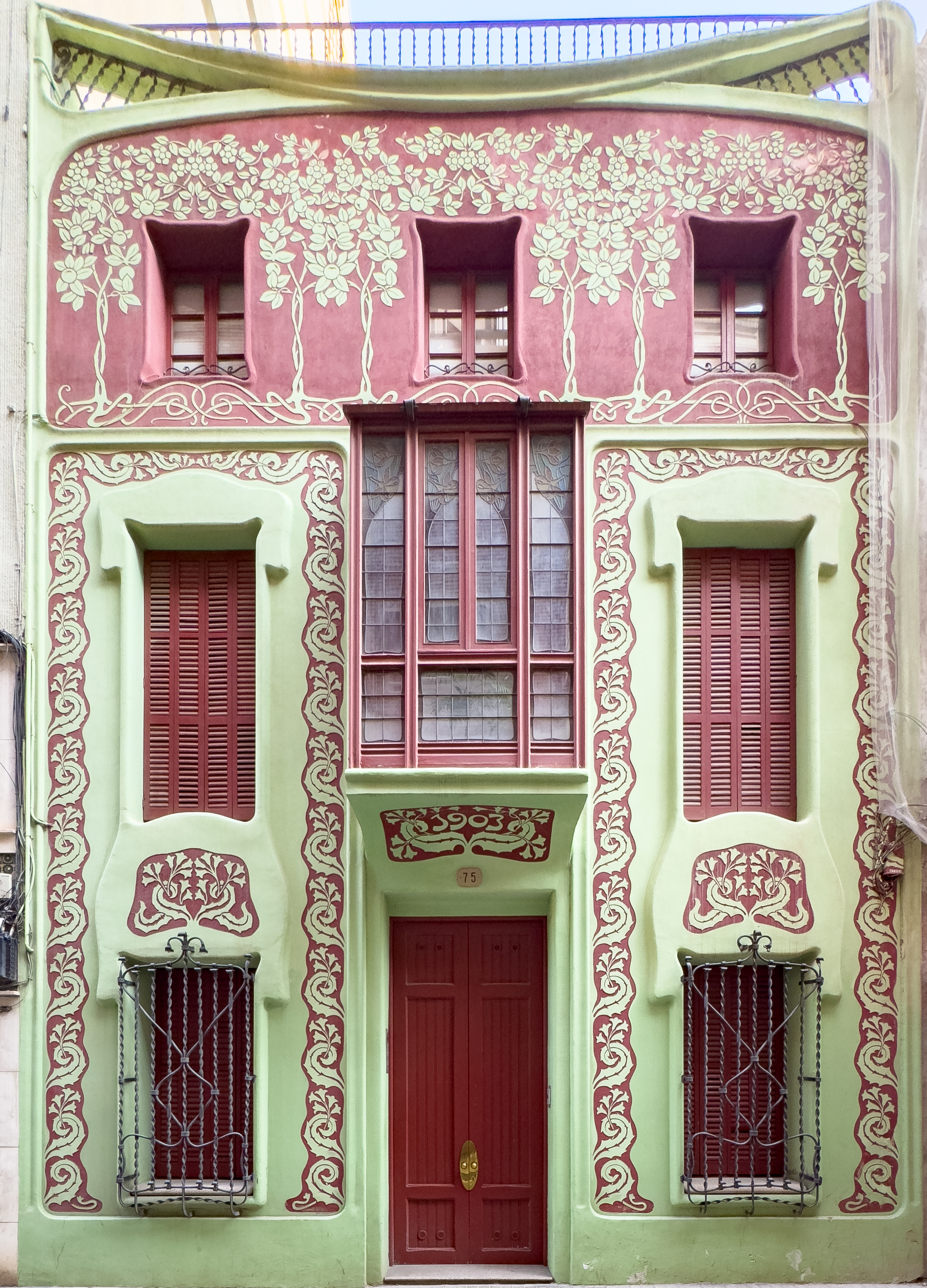
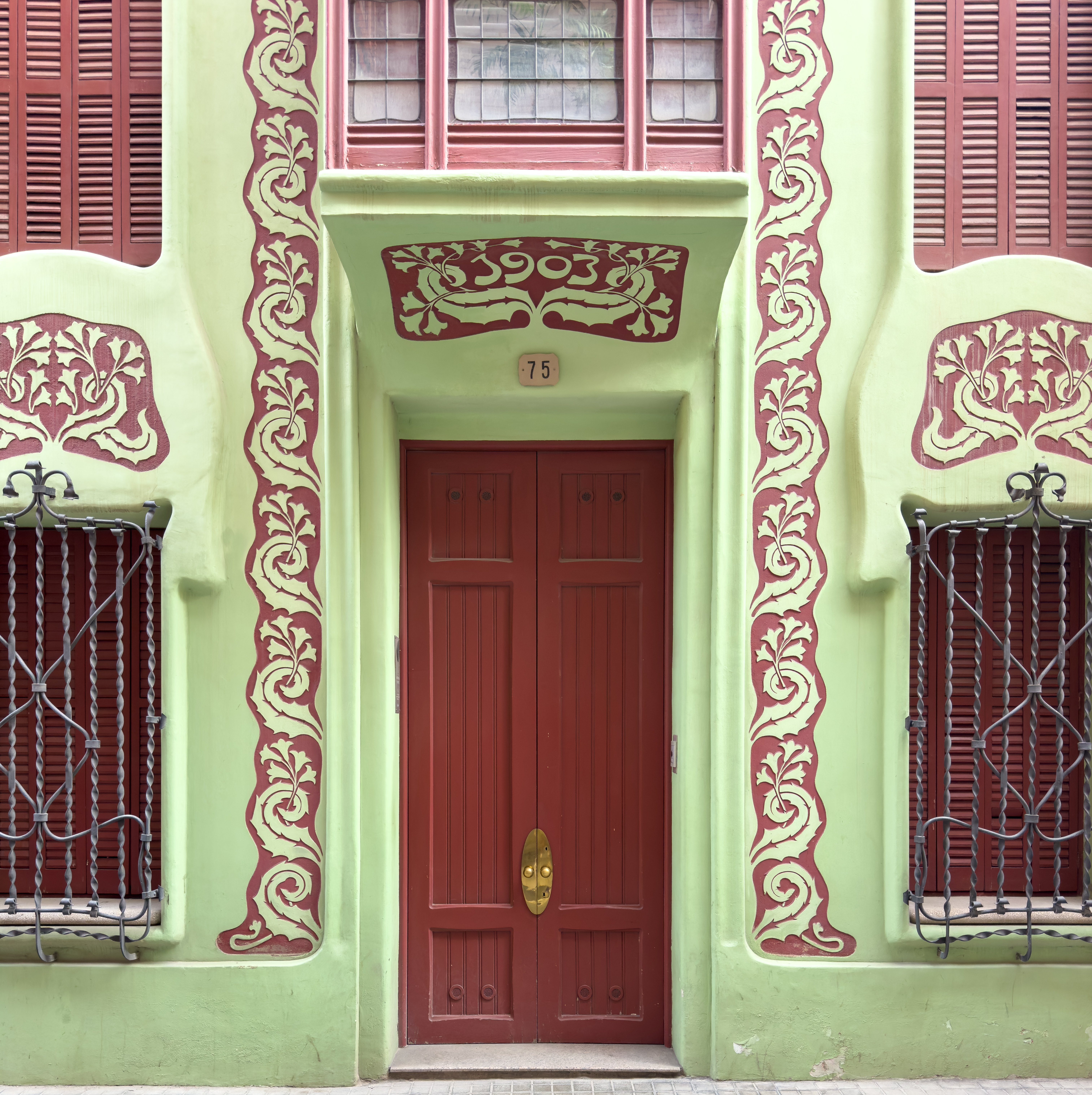
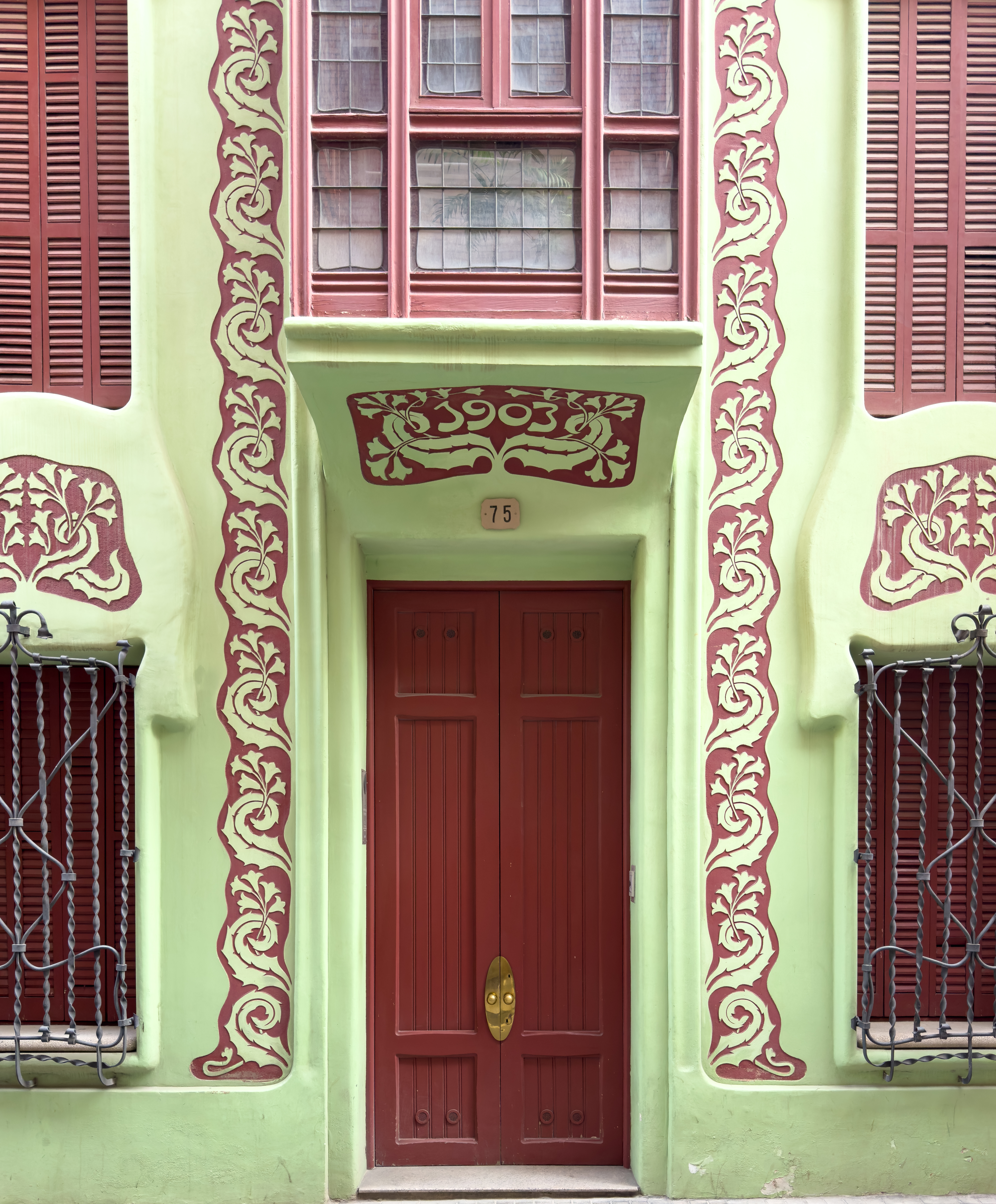
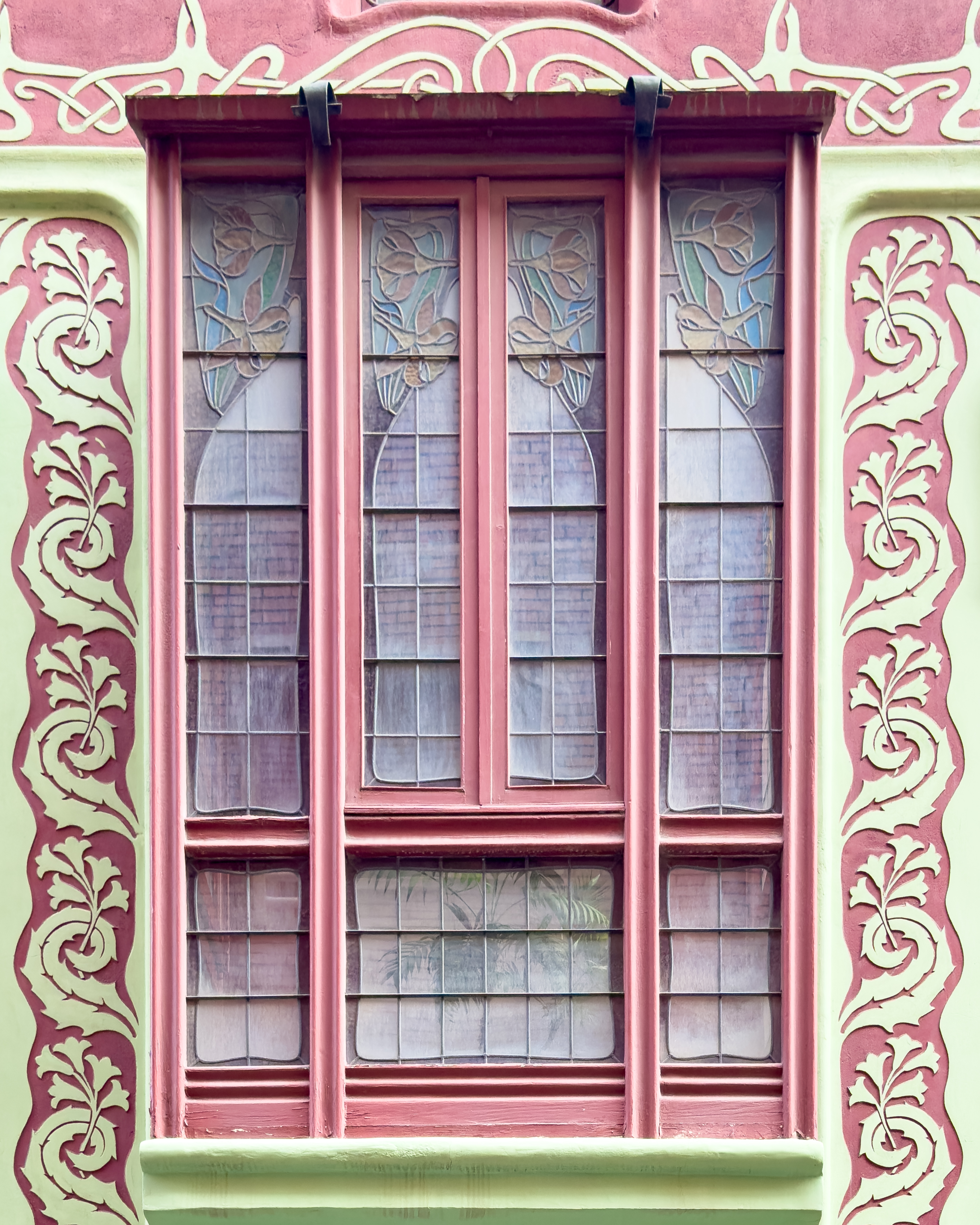